# Сульфид кобальта(II)-хрома(III)
Сульфид кобальта(II)-хрома(III) — неорганическое соединение,
комплексная соль кобальта, хрома и сероводородной кислоты с формулой CoCr2S4,
чёрные кристаллы,
не растворяется в воде,

## Физические свойства
Сульфид кобальта(II)-хрома(III) образует чёрные кристаллы
кубической сингонии,
пространственная группа F d3m,
параметры ячейки a = 0,99247 нм, Z = 8.
Является ферромагнетиком в температурой Кюри 223 К.
Не растворяется в воде.